# Saint-Irénée
Pour les articles homonymes, voir Saint-Irénée (homonymie).
Saint-Irénée est une municipalité qui fait partie de la MRC de Charlevoix-Est, située dans la région administrative de la Capitale-Nationale, au Québec. 

## Toponymie
Elle est nommée en l'honneur d'Irénée de Lyon.

## Histoire
La création d'une paroisse du nom de Saint-Irénée est d'abord autorisée par l'Archidiocèse de Québec le 12 mai 1840 puis confirmée en 1844 après qu'une église y fut construite. Le premier curé résidant est l’abbé Charles Pouliot et ce territoire contenait dès lors environ 800 habitants. Le 1er juillet 1855, la création de la municipalité de Saint-Irenée est officialisée par la rédaction d'une constitution. La population était de 1060 âmes en 1861 et se répartissait entre une centaine de familles, selon ce qu'a pu constater le consul français Charles-Henri-Philippe Gauldrée-Boilleau qui y a mené une enquête sociologique auprès des familles paysannes. Celui-ci remarque entre autres certaines particularités dans le langage des locaux tel que dire «espérez un instant» au lieu de «attendez un instant» ou encore «c'est de valeur» pour réagir à un événement fortuit.
Au tournant du XXe siècle, le juge Adolphe-Basile Routhier, qui a aussi écrit les paroles de l’hymne national du Canada, et l’homme d’affaires et financier Rodolphe Forget possèdent des domaines estivaux face au fleuve, dans le secteur aujourd'hui occupée par le Domaine Forget. Ce dernier y possédait un somptueux domaine appelé Gil'Mont (détruit par un incendie en 1965) où sa fille, la femme politique Thérèse Casgrain, a passé de nombreux étés, tel qu'elle l'a relaté dans son autobiographie.
La municipalité est reliée à La Malbaie et Québec par Chemin de fer Charlevoix à partir de 1919. Une Caisse Populaire y est établie en 1945 et un l'Aéroport de Charlevoix en 1962.

## Géographie

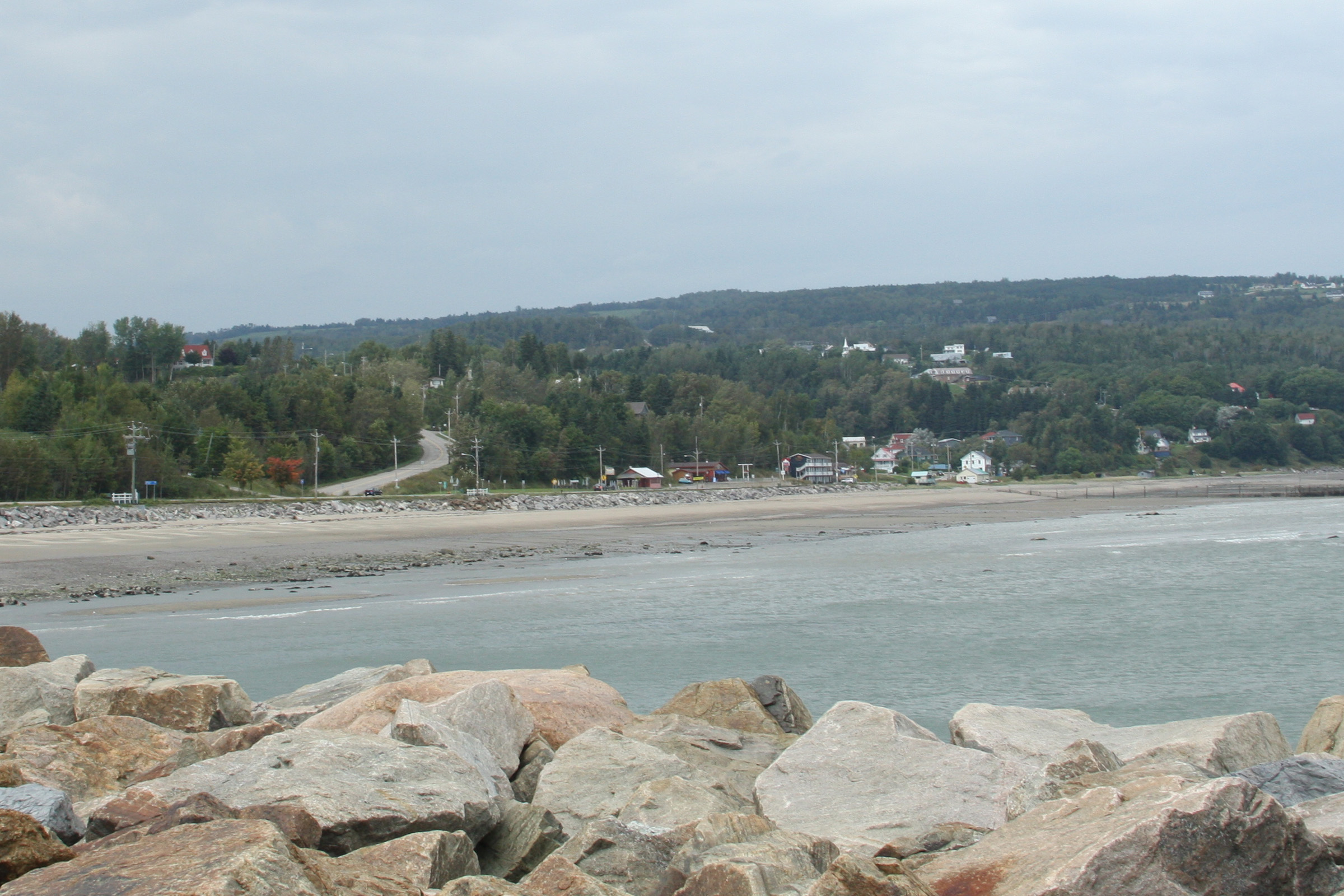

Le territoire de Saint-Irénée est accidenté et boisé, typique de la région de Charlevoix. L'agglomération est nichée à l'embouchure de la rivière Jean-Noël sur le fleuve Saint-Laurent. La partie de la municipalité située sur le bord du fleuve est appelée Saint-Irénée-les-Bains.
La rivière Jean-Noël traverse la municipalité du nord-ouest vers le sud-est jusqu'à son embouchure dans l'estuaire du Saint-Laurent.
La rivière Jean-Noël Nord-Est coule du nord-est vers le sud-est jusqu'à sa confluence avec la rivière Jean-Noël dans le centre de la municipalité.

## Démographie
| 1996 | 2001 | 2006 | 2011 | 2016 | 2021 |
| ---- | ---- | ---- | ---- | ---- | ---- |
| 643  | 672  | 727  | 674  | 641  | 678  |

## Administration
Les élections municipales se font en bloc pour le maire et les six conseillers.
| Saint-Irénée Maires depuis 2001                                                                                      |                   |         |          |
| Élection | Maire             | Qualité | Résultat |
| 2001 | Pierre Boudreault |         | Voir     |
| 2005 | Pierre Boudreault | Voir    |          |
| 2009 | Pierre Boudreault | Voir    |          |
| 2013 | Pierre Boudreault | Voir    |          |
| 2017 | Odile Comeau      |         | Voir     |
| 2021 | Odile Comeau      | Voir    |          |
| Élection partielle en italique Depuis 2005, les élections sont simultanées dans toutes les municipalités québécoises |                   |         |          |

### Culture et société
Le Domaine Forget, centre d'art de renommée internationale, est situé dans la municipalité.

## Personnalités liées à la municipalité
- Sir Adolphe-Basile Routhier, mort à Saint-Irénée.
- Sir Rodolphe Forget, homme d'affaires et homme politique
- Armand Lavergne, estivant à Saint-Irénée
- Jean-Charles Harvey, qui y a fait ses études primaires[10]